# Eupithecia oblongipennis
Eupithecia oblongipennis är en fjärilsart som beskrevs av W. Warren 1902. Eupithecia oblongipennis ingår i släktet Eupithecia och familjen mätare. Inga underarter finns listade i Catalogue of Life.